# Robert Schoonjans
Robert Schoonjans, född 5 september 1925, död 15 mars 2011, var en friidrottare från Belgien. Han deltog vid olympiska sommarspelen 1952.